# Tu ausencia (canción)
«Tu ausencia» es un sencillo musical interpretado por la agrupación de cumbia peruana Corazón Serrano.

## Información sobre la canción
Esta canción fue compuesta en 1990 por Óscar Hidalgo para su Grupo Miramar, dos décadas antes de ser versionada por la agrupación Corazón Serrano. La canción habla de la sensación de nostalgia hacia los sentimientos por alguien, una desesperación por la pérdida de esta persona. De ahí el título, la razón es la ausencia del ser amado.
El sencillo fue popularizado en 2010 por la productora Danitza, inicialmente interpretada por Lesly Águila y posteriormente reinterpretada por Thamara Gómez. Posteriormente fue reutilizado por el DJ Tito Silva, conocido por el tema «Mi bebito fiu fiu», a partir de la muestra musical de Daft Punk.